# استفان آدام (بازیکن فوتبال)
استفان آدام (انگلیسی: Stephen Adam؛ زادهٔ ۱۰ نوامبر ۱۹۸۶) بازیکن سابق فوتبال اهل اسکاتلند است که در پست مدافع برای ایست استایلینگشا و لیوینگستون بازی کرد.